# Entre justice et vengeance
Entre justice et vengeance (Pura Sangre en espagnol) est une telenovela colombienne en 104 épisodes de 45 minutes, écrite par Mauricio Navas et Guillermo Restrepo et diffusée entre le 14 août 2007 et le 26 mars 2008 sur la chaîne colombienne RCN. 
En France, le feuilleton est diffusé à partir du 4 janvier 2010 sur IDF1 et à partir du 27 octobre 2021 sur Novelas TV.

## Synopsis
Florencia Lagos est la fille cadette d'Alexandro Lagos et Genova Lagos, propriétaire d'une importante entreprise de production de lait. Eduardo Montenegro est le fils de Maria Montenegro, la cuisinière et employée de confiance de la famille Lagos. 
Les deux enfants ont grandi ensemble, unis par un amour innocent et pur, malgré leurs différences de classes sociales. Alexandro Lagos mène une vie heureuse avec Genova, son épouse, sans soupçonner que dans l'ombre, un mystérieux personnage le traque par le biais de l'intrigante Paulina Riascos, assistante et médecin de Genova, qui obéit aux ordres du demi-frère d'Alexandro, Eusébio Beltran.

## Distribution
- Rafael Novoa : Eduardo Montenegro
- Marcela Mar (en) : Florencia Lagos
- Kathy Sáenz : Paulina Riascos
- Pepe Sánchez : Alejandro Lagos / Eusebio Beltrán
- Alejandro López : Renato León
- Juan Pablo Gamboa : Federico Lagos
- Edgardo Román : Atila
- Silvia De Dios : Susana Suescún de Lagos
- Manuel José Chávez : Simón Lagos
- Carolina Cuervo : Azucena Flores de Chaparro
- Andrés Juan Hernández : Camilo Lagos
- Juliana Galvis : Silvia
- Carlos Manuel Vesga : Isidro Chaparro
- Marcela Benjumea : Rosita Flores
- Helga Díaz : Irene Lagos
- Jenni Osorio : Margarita Flores
- Alejandra Sandoval : Lucía Velandia
- María Fernanda Yepes
- Manuel Sarmiento
- Renata González : Marcela
- Claudia Aguirre
- Jaime Barbini : José María Cabal
- Alejandra Borrero : Genoveva de Lagos
- Carmenza Gómez : María de Montenegro
- Carlos Hurtado
- Laura Perico : Irene Lagos - Jeune
- Jason Chad : Mike Horton
- Diego Velez : Père

## Autres versions
- Mañana es para siempre (Televisa, 2008-2009) avec Fernando Colunga, Silvia Navarro et Lucero.
- Sed de venganza (Telemundo, 2024) avec Isabella Castillo, Danilo Carrera et Alexa Martín.